# درازپرچم

درازپرچم مثلثی

درازپرچم مثلثی دم‌چلچله‌ای

درازپرچم (به انگلیسی: Pennon)، که به عنوان پرچم قلمی یا پرچم آویزان نیز شناخته می‌شود، پرچمی باریک و بلند است که در هنگام برافراشته‌شدن بزرگ‌تر از میلهٔ پرچم است، یعنی پرچم با دور شدن از میله پرچم باریک می‌شود. این نوع پرچم می‌تواند چندین شکل مانند مثلثی، مخروطی (دم‌مربعی) یا مثلثی دم‌چلچله‌ای (دم‌چنگال) و غیره داشته باشد.

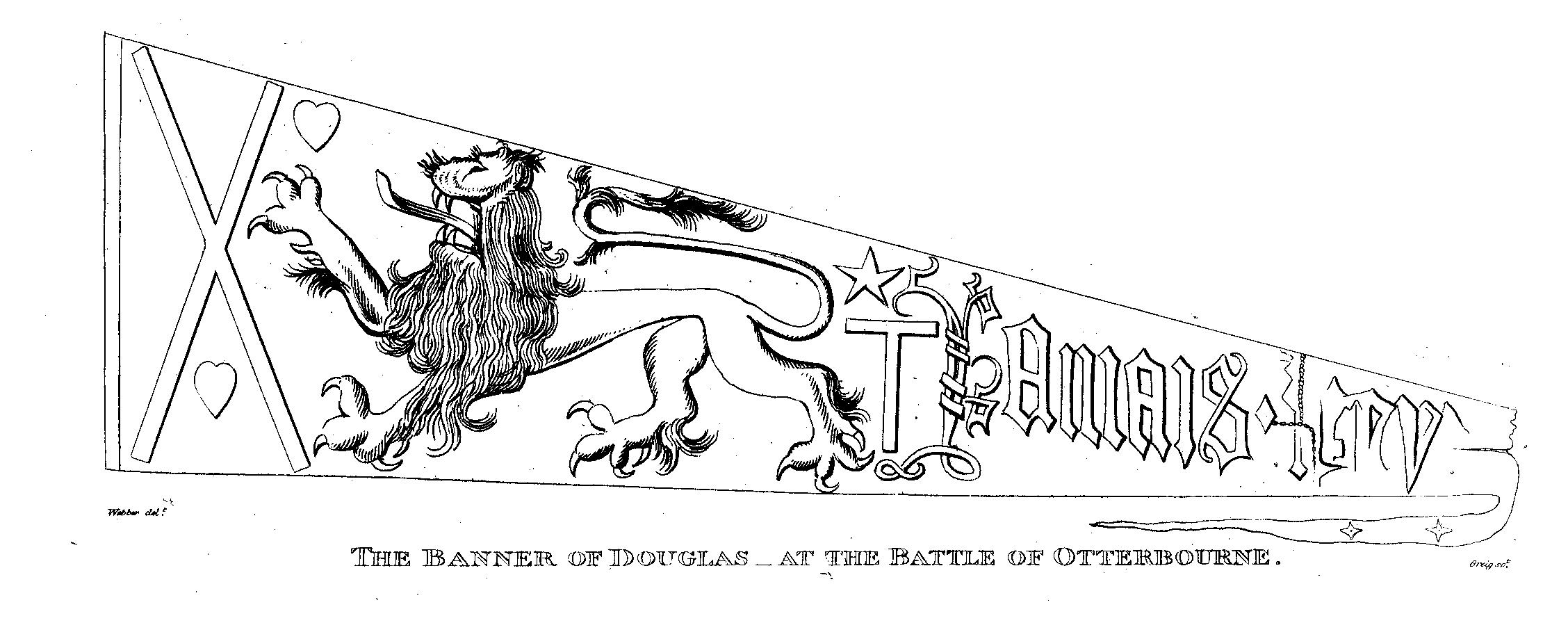
درازپرچم جیمز داگلاس، ارل داگلاس که در نبرد اوتربرن به کار رفت.

درازپرچم باریک‌شونده

## نگارخانه

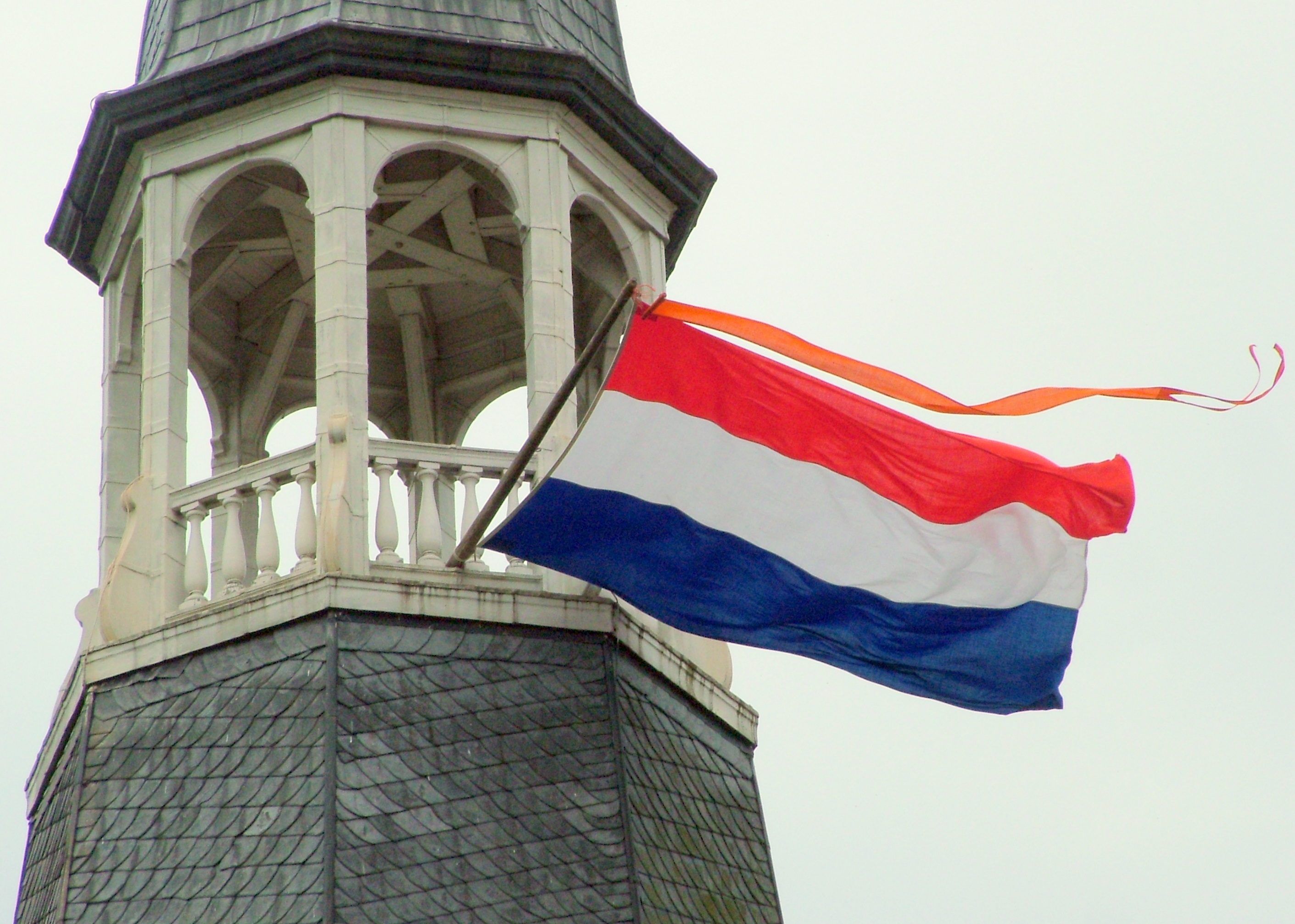
درازپرچم نارنجی

در دوران نوین، پرچم اوهایو به عنوان یک درازپرچم دم‌چلچله‌ای (تنها پرچم غیرمستطیلی یک ایالت در ایالات متحده) مشخص می‌شود.